# Toro Rosso STR5
El Toro Rosso STR5 es el monoplaza con el cual compitió en la temporada 2010 de Fórmula 1 la Scuderia Toro Rosso. Fue pilotado por Sébastien Buemi y Jaime Alguersuari.

## Debut
El monoplaza, que sobre el papel era el primero fabricado íntegramente por la escudería sin aprovechar el chasis de Red Bull Racing (aunque eran idénticos), debutó en el Circuito de Cheste el día 1 de febrero de 2010, tras una sesión fotográfica, y el encargado de llevarlo a pista fue Sébastien Buemi.

## Resumen
Alguersuari logró los primeros puntos con este monoplaza en Malasia y España, siendo 9.º y 10.º respectivamente. Buemi se estrenó en Mónaco y sorprendió al lograr un 8.º y un 9.º puesto en Canadá y Valencia. La escudería no consiguió volver a puntuar hasta el Japón y Abu Dabi de la mano de Buemi, aunque Alguersuari obtuvo varias undécimas posiciones que le dejaron a las puertas del top ten. Finalmente, Toro Rosso cerró la temporada con 13 puntos y el 9.º lugar en el campeonato.

## Resultados
(Clave) (negrita indica pole position) (cursiva indica vuelta rápida)
| Año  | Motor              | Neu. | N.º | Pilotos           | 1   | 2   | 3   | 4   | 5   | 6   | 7   | 8   | 9   | 10  | 11  | 12  | 13  | 14  | 15  | 16  | 17  | 18  | 19  | Puntos | Pos. |
| ---- | ------------------ | ---- | --- | ----------------- | --- | --- | --- | --- | --- | --- | --- | --- | --- | --- | --- | --- | --- | --- | --- | --- | --- | --- | --- | ------ | ---- |
| 2010 | Ferrari 056 2.4 V8 | B    |     |                   | BHR | AUS | MYS | CHN | ESP | MON | TUR | CAN | EUR | GBR | GER | HUN | BEL | ITA | SIN | JPN | RCO | BRA | ABU | 13     | 9.º  |
| 2010 | Ferrari 056 2.4 V8 | B    | 16  | Sébastien Buemi   | 16≠ | Ret | 11  | Ret | Ret | 10  | 16  | 8   | 9   | 12  | Ret | 12  | 12  | 11  | 14  | 10  | Ret | 13  | 15  | 13     | 9.º  |
| 2010 | Ferrari 056 2.4 V8 | B    | 17  | Jaime Alguersuari | 13  | 11  | 9   | 13  | 10  | 11  | 12  | 12  | 13  | Ret | 15  | Ret | 13  | 15  | 12  | 11  | 11  | 11  | 9   | 13     | 9.º  |

≠ El piloto no acabó el Gran Premio, pero se clasificó al completar el 90% de la distancia total.